# サム・ブラッドフォード
サミュエル・ジェイコブ・ブラッドフォード（Samuel Jacob Bradford、1987年11月8日 - ）は、アメリカ合衆国オクラホマ州オクラホマシティ出身のアメリカンフットボール元選手である。現役時代のポジションは、クォーターバック（QB）。NFLのセントルイス・ラムズ等でプレーした。

## 経歴

### プロ入りまで
ブラッドフォードは、地元の高校でフットボール、ゴルフ、バスケットボールをプレーし、高校3年生のシーズンに12試合で17タッチダウンを記録する活躍をして、オクラホマ大学のフットボール奨学生として大学進学した。カレッジフットボール適合のために1年間出場登録を延期するレッドシャツシーズンを経た後、2007年にカレッジフットボールデビューしたブラッドフォードは、3,121パスヤード36タッチダウンパスの活躍をした。カレッジフットボール2年目となった2008年シーズンには、NCAA史上最高得点を記録したチームを率い、 4,720パスヤード50タッチダウンを記録して、2年目の選手として2人目となるハイズマン賞受賞者となった。
2010年のNFLドラフトでセントルイス・ラムズから1巡目全体1位で指名され、NFL入りした。

#### 大学時代の通算成績
| 年度 | チーム     | 試合 | パス      | パス      | パス      | パス        | パス | パス | パス          | ラン      | ラン        | ラン |
| 年度 | チーム     | 出場 | 成功 回数 | 試投 回数 | 成功 確率 | 獲得 ヤード | TD   | Int  | レイテ ィング | 試行 回数 | 獲得 ヤード | TD   |
| ---- | ---------- | ---- | --------- | --------- | --------- | ----------- | ---- | ---- | ------------- | --------- | ----------- | ---- |
| 2007 | オクラホマ | 14   | 237       | 341       | 69.5      | 3,121       | 36   | 8    | 176.52        | 31        | 7           | 0    |
| 2008 | オクラホマ | 14   | 328       | 483       | 67.9      | 4,721       | 50   | 8    | 180.86        | 42        | 47          | 5    |
| 2009 | オクラホマ | 3    | 39        | 69        | 56.5      | 562         | 2    | 0    | 134.5         | 4         | -18         | 0    |
| 計   | 計         | 31   | 604       | 893       | 67.6      | 8,403       | 88   | 16   | 175.6         | 77        | 36          | 5    |

### セントルイス・ラムズ

#### 2010年シーズン
全体1位指名でラムズに入団したブラッドフォードは、オクラホマ大学の先輩で殿堂入り選手であるトロイ・エイクマンにあやかって、背番号8を選択した。2010年7月30日、ブラッドフォードはラムズと正式に契約したが、6年契約7800万ドル（5000万ドル保証）、最大8600万ドルの契約はNFL新人として過去最高の契約であった。
プレシーズンゲームを控えQBでスタートしたブラッドフォードは第3戦のニューイングランド・ペイトリオッツ戦で活躍後、第4戦のボルチモア・レイブンズ戦で負傷のA・J・フィーリーに代わり先発出場すると、この試合も勝利に導いた。プレシーズンゲームの結果、フィーリーとの先発争いに勝利し、開幕から先発QBに起用されることが決まった。
開幕からチームが2連敗した後、第3週のワシントン・レッドスキンズ戦で先発QBとして初勝利を飾った。この勝利は、ラムズのホームでの連敗を13で止めるものであった。翌週のシアトル・シーホークス戦も289パスヤード2タッチダウンの活躍をしてチームを勝利に導いた。この勝利は、ラムズにとって、2007年11月以来の地区内勝利であった。
第8週のカロライナ・パンサーズ戦でも2タッチダウンを決める活躍をし、シーズン半分の8試合を終えた時点で11タッチダウンを決めた。このタッチダウン数はAFLとNFLが合併した1970年以降の新人として最多タイであった（ダン・マリーノ、ペイトン・マニング、ベン・ロスリスバーガーとタイ）。ブラッドフォードは、先発QBとして10月のラムズを3勝2敗に導き、1019パスヤード、7タッチダウン、3インターセプトで月間最優秀攻撃選手に選ばれた。
10月から11月21日のアトランタ・ファルコンズ戦でインターセプトを喫するまで、ブラッドフォードはインターセプトを喫しずにパスを成功させる連続記録の新人新記録を樹立した（169）。 11月28日のデンバー・ブロンコス戦では敵地で勝利し、インターセプトなしで300ヤードを超えるパスを決めた初の新人選手となった。。11月も月間最優秀攻撃選手に選ばれた。
最終戦の12月26日のシアトル・シーホークス戦でブラッドフォードは、新人パス成功数（326）と新人パス試投数（590）で新記録を樹立した。これはいずれもペイトン・マニングが持っていた記録である。また、ルーキーイヤーに3000パスヤードを超えた3人目のQBとなり（ペイトン・マニング、マット・ライアン以来）、この年のAP通信最優秀新人攻撃選手に選ばれた。

#### 2011年シーズン
2011年シーズンが始まる前、ラムズとブラッドフォードの前評判は高かった。プレシーズンゲームを4戦全勝したことで、その評判は更に高まった。しかし、レギュラーシーズンが始まると、怪我人が続出し、ブラッドフォードも足首の怪我に苦しんだ。ブラッドフォードの成績は2,164パスヤード、6タッチダウン、6インターセプトに留まり、ブラッドフォードが出場した試合では1勝9敗、チームとしても2勝14敗の低成績に終わった。

#### 2012年シーズン

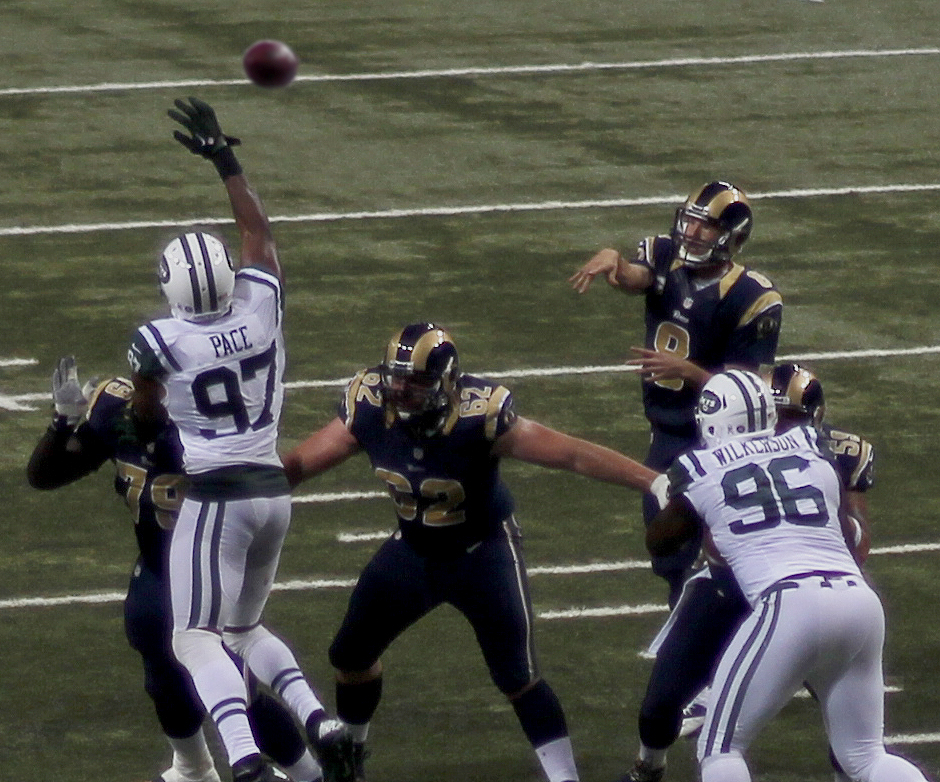
2012年シーズンのブラッドフォード

オフシーズンの間、多くのマスコミが2012年のNFLドラフトで全体2位指名権を持つラムズがハイズマン賞QBのロバート・グリフィン3世を指名することを予想していた。しかし、新ヘッドコーチのジェフ・フィッシャーは、ブラッドフォードをフランチャイズQBとして起用することを希望し、全体2位指名権がワシントン・レッドスキンズにトレードされた時に、2012年シーズンもブラッドフォードを中心としてチームを組み立てることが確定的となった。
ラムズは前シーズン、2勝14敗という惨敗をしたため、このシーズンに飛躍するとは期待されていなかったが、ブラッドフォードと新人選手が奮起し、7勝8敗1分とチーム成績を大きく改善した。ブラッドフォードは第2週のワシントン・レッドスキンズ戦や第15週のミネソタ・バイキングス戦で300ヤードを超えるパスを投げ、シーズン成績では3702パスヤード、21タッチダウン13インターセプト、レーティング82.6と多くの項目でルーキーイヤーの成績を上回った。

#### 2013年シーズン
オフシーズンの補強により、ラムズとブラッドフォードはこのシーズンに飛躍すると期待された。開幕戦のアリゾナ・カージナルス戦に299パスヤード2タッチダウン1インターセプトで勝利し、順調にシーズンを滑り出した。第2週のアトランタ・ファルコンズ戦でブラッドフォードは352パスヤード、3タッチダウン、1インターセプトの活躍をしたが、チームとしては24対31で敗戦した。その後のダラス・カウボーイズ戦、サンフランシスコ・49ersに敗戦し、3連敗となったが、ジャクソンビル・ジャガーズとヒューストン・テキサンズに勝利し、チーム成績を3勝3敗に戻した。
しかし、第7週のカロライナ・パンサーズ戦でブラッドフォードがアウト・オブ・バウンズに走り出る際にヒットを受け、左足の前十字靭帯を断裂する怪我を負い、シーズン絶望となった。
2013年シーズン、ブラッドフォードの怪我するまでの成績は、1,687パスヤード、14タッチダウン、4インターセプト、レーティング90.9という好成績であった。チームは7勝9敗でプレーオフ進出を逃した。

#### 2014年シーズン
プレシーズンのクリーブランド・ブラウンズ戦で再び左足の前十字靭帯断裂の怪我を負い、シーズンを全休した。

### フィラデルフィア・イーグルス

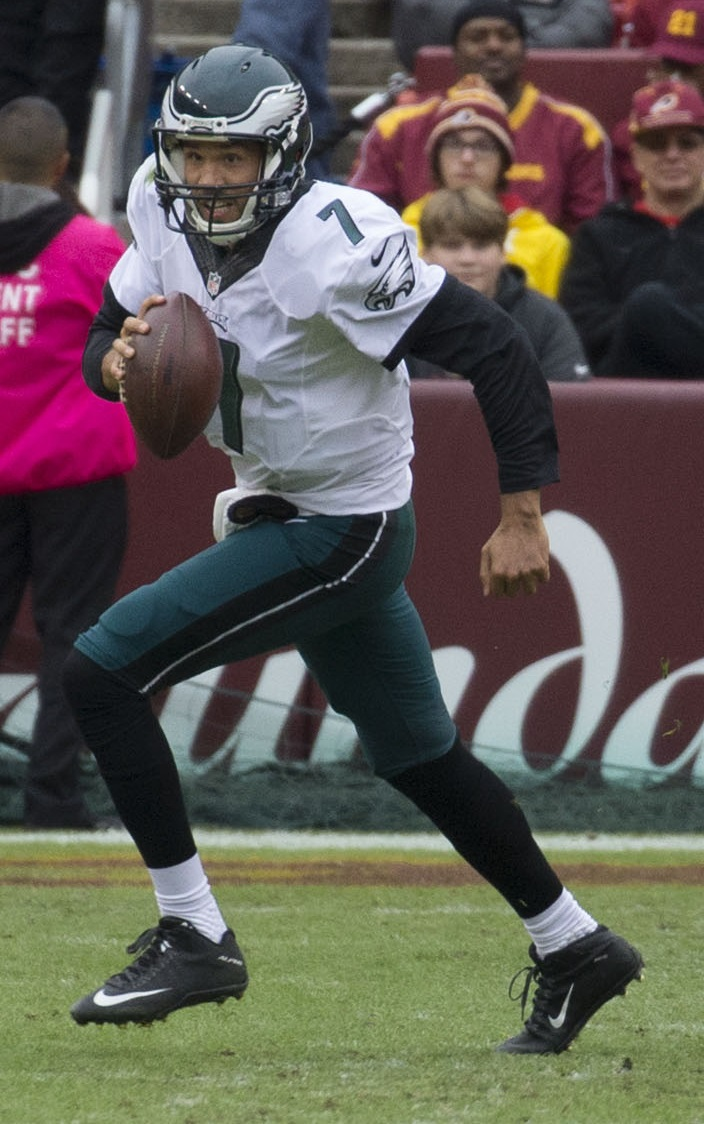
イーグルス時代のブラッドフォード（2015年）

2015年3月10日、ブラッドフォードは、ニック・フォールズとドラフト指名権の交換を伴うトレード（イーグルス側獲得：2015年5巡目、ラムズ側獲得：2015年4巡目、2016年2巡目）でフィラデルフィア・イーグルスに移籍した。
開幕から先発QBとなったブラッドフォードは、第4週でレーティング120を超える活躍をした一方で、第6週で3インターセプトを喫するなど、不安定な成績ながら第9週を終えた時点で4勝4敗とプレーオフ圏内にチームを留めた。第9週のマイアミ・ドルフィンズ戦でブラッドフォードは、脳震盪と左肩の負傷を負い、第10週から欠場したことによりチームは3連敗を喫し、プレーオフ進出が絶望視された。しかし、ブラッドフォードが復帰した第13週、イーグルスの劣勢が予想されたニューイングランド・ペイトリオッツ戦に勝利したことで、プレーオフ進出の可能性を残した。第14週のバッファロー・ビルズ戦に勝利した後、第15週から最終週までの3試合全てでブラッドフォードは300ヤードを超えるパスを成功させたが、チームは1勝2敗に留まり、7勝9敗でプレーオフ進出を逃した。
シーズン終了後、ブラッドフォードがイーグルスと2年3600万ドルの契約延長に合意した一方で、イーグルスはクリーブランド・ブラウンズから2016年のNFLドラフトの全体2位指名権をトレードで獲得した。これは、このオフシーズンのドラフトでイーグルスが新人のクォーターバックを指名し、そのクォーターバックが成長するまでの一時的な先発クォーターバックとしてブラッドフォードが起用されることを意味した。そのため、ブラッドフォードはトレードを希望したと報じられている。
イーグルスは2016年のNFLドラフト全体2位指名で、後に先発クォーターバックに昇格するカーソン・ウェンツを指名した。

### ミネソタ・バイキングス

#### 2016年シーズン
イーグルスの一員としてプレシーズンゲームに出場したブラッドフォードは、シーズン開幕直前の2016年9月3日、2017年の1巡目指名権、条件付きの2018年4巡目指名権とトレードでミネソタ・バイキングスに移籍した。このトレードは、バイキングスの先発QBであるテディ・ブリッジウォーターが練習中の8月30日にシーズン絶望の前十字靭帯断裂の怪我を負い、バイキングスがシーズンで先発を任せられるQBを緊急に獲得しなければならなかったことから成立したものである。
トレードから15日後の第2週グリーンベイ・パッカーズ戦でブラッドフォードは先発した。バイキングスのオフェンスを学ぶ時間が短く、前半にはクレイ・マシューズ3世のタックルで左手を怪我したのにもかかわらず、286パスヤード2タッチダウンでバイキングスを新本拠地での初勝利に導いた。第6週にバイウィークを迎えるまでの4試合でブラッドフォードは990パスヤード、6タッチダウン、インターセプトなしの好成績でチームの開幕5連勝に貢献した。中でもパス成功率は70％を超える成績であった。バイウィークが明けるとチーム状態は低下し、バイウィーク明け後の11試合を3勝8敗と大きく負け越し、チームは8勝8敗でプレーオフ進出を逃した。
チームはプレーオフ進出を逃したものの、ブラッドフォードの高いパス成功率は維持され、2011年シーズンにドリュー・ブリーズが記録したNFL記録のパス成功率71.2%を超える71.6％を記録し、NFLシーズン新記録を樹立した。また、パス成功395回は、バイキングスのシーズン記録を更新した。

#### 2017年シーズン
ブラッドフォードが2016年シーズンに活躍したことにより、2015年シーズンの先発QBであったテディ・ブリッジウォーターの契約延長オプションは行使されず、ブラッドフォードがこのシーズンの開幕から先発QBに起用された。
第1週マンデーナイトフットボールのニューオーリンズ・セインツ戦で346ヤード3タッチダウンと大活躍し、NFL週間最優秀攻撃選手に選ばれ、最高のシーズンスタートを切ったが、第2週のピッツバーグスティーラーズ戦を膝の怪我で欠場した。
3週欠場した後の10月10日、膝の怪我が過去に手術を受けた古傷の痛みによるものであることが判明した。膝の不調が続いたブラッドフォードは11月8日に故障者リスト入りし、レギュラーシーズンの残り試合を全休した。
プレーオフに進出したチームは、ブラッドフォードを故障者リストから外し、プレーオフでの戦いに備えたが、ブラッドフォードに代わり先発出場したケイス・キーナムがチームを牽引し、NFCチャンピオンシップまでチームを導く活躍をしたため、出場機会がなかった。

### アリゾナ・カージナルス
2018年3月16日、ブラッドフォードは、初年最低2000万ドル、次年1500万ドル保障の2年契約をアリゾナ・カージナルスと締結した。カージナルスでは背番号8（ラリー・ウィルソン）が永久欠番であったので、背番号9を付けた。
開幕から3試合先発したが成績が振るわず、第3週のシカゴ・ベアーズ戦の試合残り5分のところで、ドラフト1巡目ルーキーのジョシュ・ローゼンと交代をさせられた。その後、チームはブラッドフォードをインアクティブ登録して出場機会を与えることなく、11月に放出を決定した。

## 詳細情報

### 年度別成績

#### レギュラーシーズン
| 年度     | チーム   | 背 番 号 | 試合 | 試合 | パス             | パス             | パス             | パス             | パス             | パス             | パス             | パス             | ラン             | ラン             | ラン             | ラン             | サック           | サック           | ファンブル       | ファンブル       |
| 年度     | チーム   | 背 番 号 | 出場 | 先発 | 成功 回数        | 試投 回数        | 成功 確率        | 獲得 ヤード      | 平均 獲得 ヤード | TD               | Int              | レイテ ィング    | 試行 回数        | 獲得 ヤード      | 平均 獲得 ヤード | TD               | サック 数        | サック ヤード    | ファン ブル数    | ロスト           |
| -------- | -------- | -------- | ---- | ---- | ---------------- | ---------------- | ---------------- | ---------------- | ---------------- | ---------------- | ---------------- | ---------------- | ---------------- | ---------------- | ---------------- | ---------------- | ---------------- | ---------------- | ---------------- | ---------------- |
| 2010     | STL      | 8        | 16   | 16   | 354              | 590              | 60.0             | 3,512            | 6.0              | 18               | 15               | 76.5             | 27               | 63               | 2.3              | 1                | 34               | 244              | 7                | 2                |
| 2011     | STL      | 8        | 10   | 10   | 191              | 357              | 53.5             | 2,164            | 6.1              | 6                | 6                | 70.5             | 18               | 26               | 1.4              | 0                | 36               | 248              | 10               | 7                |
| 2012     | STL      | 8        | 16   | 16   | 328              | 551              | 59.5             | 3,702            | 6.7              | 21               | 13               | 82.6             | 36               | 124              | 3.4              | 1                | 35               | 233              | 7                | 1                |
| 2013     | STL      | 8        | 7    | 7    | 159              | 262              | 60.7             | 1,687            | 6.4              | 14               | 4                | 90.9             | 15               | 31               | 2.1              | 0                | 15               | 97               | 3                | 1                |
| 2014     | STL      | 8        | 0    | 0    | 怪我のため、全休 | 怪我のため、全休 | 怪我のため、全休 | 怪我のため、全休 | 怪我のため、全休 | 怪我のため、全休 | 怪我のため、全休 | 怪我のため、全休 | 怪我のため、全休 | 怪我のため、全休 | 怪我のため、全休 | 怪我のため、全休 | 怪我のため、全休 | 怪我のため、全休 | 怪我のため、全休 | 怪我のため、全休 |
| 2015     | PHI      | 7        | 14   | 14   | 346              | 532              | 65.0             | 3,725            | 7.0              | 19               | 14               | 86.4             | 26               | 39               | 1.5              | 0                | 28               | 200              | 10               | 3                |
| 2016     | MIN      | 8        | 15   | 15   | 395              | 552              | 71.6             | 3,877            | 7.0              | 20               | 5                | 99.3             | 20               | 53               | 2.7              | 0                | 37               | 276              | 10               | 5                |
| 2017     | MIN      | 8        | 2    | 2    | 32               | 43               | 74.4             | 382              | 8.9              | 3                | 0                | 124.4            | 2                | -3               | -1.5             | 0                | 5                | 40               | 0                | 0                |
| 2018     | ARI      | 9        | 3    | 3    | 50               | 80               | 62.5             | 400              | 5.0              | 2                | 4                | 62.5             | 2                | 7                | 3.5              | 0                | 6                | 33               | 3                | 2                |
| NFL：9年 | NFL：9年 | NFL：9年 | 83   | 83   | 1,855            | 2,967            | 62.5             | 19,449           | 6.6              | 103              | 61               | 84.5             | 146              | 340              | 2.3              | 2                | 196              | 1,371            | 50               | 21               |

- 2018年度シーズン終了時
- 太字は自身最高記録
- ■はリーグ最高記録